# CR Béni Thour
Chabab Riadhi Béni Thour (în arabă الشباب الرياضي لبني ثور), denumit în mod obișnuit CR Béni Thour sau simplu CRBT, este un club de fotbal algerian care reprezintă orașul Ouargla în competițiile fotbalistice. În prezent echipa concurează în liga a treia, al treilea nivel fotbalistic din Algeria.